# Mahmoud Hassan (calciatore 1994)
Mahmoud Ibrahim Hassan, noto anche con lo pseudonimo di Trézéguet (in arabo محمود إبراهيم حسن‎?; Kafr el-Sheikh, 1º ottobre 1994), è un calciatore egiziano, attaccante dell'Al-Ahly e della nazionale egiziana.

## Caratteristiche tecniche
Esterno d'attacco, in grado di agire da trequartista o da ala. In possesso di una buona tecnica individuale e notevole resistenza, tra le sue doti spiccano corsa, controllo di palla e senso della posizione, caratteristica rimasta impressa nei suoi trascorsi da attaccante.

## Carriera

### Club

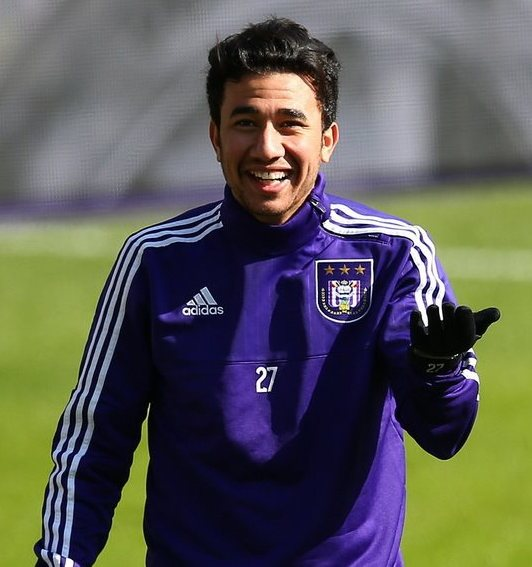
Trézéguet in allenamento con l'Anderlecht nel 2016.

Dopo aver trascorso quattro stagioni nell'Al-Ahly, il 6 agosto 2015 passa in prestito con diritto di riscatto all'Anderlecht. Il 17 marzo 2016 esordisce nelle competizioni europee, subentrando al 72' al posto di Imoh Ezekiel nella partita persa 1-0 contro lo Shakhtar, valida per gli ottavi finali di Europa League.
Il 19 maggio viene riscattato dalla società belga per 2 milioni di euro. Alla ricerca di maggior spazio, il 31 agosto 2016 passa in prestito al R.E. Mouscron.
Il 24 luglio 2019 - dopo aver trascorso due anni in Turchia al Kasımpaşa - passa all'Aston Villa in cambio di 9 milioni di euro. Esordisce in Premier League il 10 agosto contro il Tottenham.
L'8 febbraio 2022 passa in prestito all'İstanbul Başakşehir. Il 4 luglio viene tesserato dal Trabzonspor.

### Nazionale
Esordisce in nazionale Il 30 agosto 2014 contro il Kenya, in amichevole. Viene sostituito al 25' della ripresa da Ahmed Fathi. Mette a segno la sua prima rete in nazionale il 26 marzo 2015 contro la Guinea Equatoriale. Il 4 gennaio 2017 il CT Héctor Cúper lo inserisce nella lista dei 23 convocati per la fase finale della Coppa d'Africa 2017. L'Egitto viene sconfitto in finale 2-1 dal Camerun. Nel 2018 viene inserito nella rosa partecipante ai Mondiali di calcio in Russia.
L'11 giugno 2019 viene incluso dal CT Javier Aguirre nella rosa dei 23 convocati per la fase finale della Coppa d'Africa 2019, disputata in Egitto. Il cammino della squadra si interrompe agli ottavi di finale contro il Sudafrica.
Il 29 dicembre 2021 il CT Carlos Queiroz lo inserisce nella lista definitiva dei 25 convocati per la fase finale della Coppa d'Africa 2021, dove l'Egitto viene sconfitto in finale dal Senegal ai calci di rigore.
Il 30 dicembre 2023 viene incluso dal CT Rui Vitória nella rosa dei 27 convocati per la fase finale della Coppa d'Africa 2023, disputata in Costa d'Avorio. L'Egitto verrà eliminato agli ottavi di finale dalla RD del Congo ai calci di rigore.

## Statistiche

### Presenze e reti nei club
Statistiche aggiornate al 24 giugno 2025.
| Stagione            | Squadra             | Campionato         | Campionato | Campionato | Coppe nazionali | Coppe nazionali | Coppe nazionali | Coppe continentali | Coppe continentali | Coppe continentali | Altre coppe  | Altre coppe | Altre coppe | Totale | Totale |
| Stagione            | Squadra             | Comp               | Pres       | Reti       | Comp            | Pres            | Reti            | Comp               | Pres               | Reti               | Comp         | Pres        | Reti        | Pres   | Reti   |
| ------------------- | ------------------- | ------------------ | ---------- | ---------- | --------------- | --------------- | --------------- | ------------------ | ------------------ | ------------------ | ------------ | ----------- | ----------- | ------ | ------ |
| 2011-2012           | Al-Ahly             | PL                 | 0          | 0          | -               | -               | -               | CCL                | 4                  | 0                  | -            | -           | -           | 4      | 0      |
| 2012-2013           | Al-Ahly             | PL                 | 7          | 0          | CE              | 0               | 0               | CCL                | 7                  | 0                  | SE+SA+Cmc    | 1+1+1       | 0           | 17     | 0      |
| 2013-2014           | Al-Ahly             | PL                 | 17+3       | 2          | CE              | 3               | 0               | CCL+CC             | 4+11               | 0+1                | SA+Cmc       | 1+2         | 0           | 41     | 3      |
| 2014-2015           | Al-Ahly             | PL                 | 31         | 5          | CE              | 0               | 0               | CCL+CC             | 4+4                | 0                  | SE+SA        | 0+1         | 0           | 40     | 5      |
| 2015-2016           | Anderlecht          | D1                 | 4+3        | 0          | CB              | 0               | 0               | UEL                | 1                  | 0                  | -            | -           | -           | 8      | 0      |
| ago. 2016           | Anderlecht          | D1                 | 1          | 0          | CB              | 0               | 0               | UCL+UEL            | 2+0                | 0                  | -            | -           | -           | 3      | 0      |
| Totale Anderlecht   | Totale Anderlecht   | Totale Anderlecht  | 5+3        | 0          |                 | 0               | 0               |                    | 3                  | 0                  |              | -           | -           | 11     | 0      |
| ago. 2016-2017      | Mouscron Peruwelz   | D1                 | 20+6       | 4+2        | CB              | 2               | 1               | -                  | -                  | -                  | -            | -           | -           | 28     | 7      |
| 2017-2018           | Kasımpaşa           | SL                 | 31         | 13         | TK              | 2               | 3               | -                  | -                  | -                  | -            | -           | -           | 33     | 16     |
| 2018-2019           | Kasımpaşa           | SL                 | 34         | 9          | TK              | 4               | 0               | -                  | -                  | -                  | -            | -           | -           | 38     | 9      |
| Totale Kasımpaşa    | Totale Kasımpaşa    | Totale Kasımpaşa   | 65         | 22         |                 | 6               | 3               |                    | -                  | -                  |              | -           | -           | 71     | 25     |
| 2019-2020           | Aston Villa         | PL                 | 34         | 6          | FACup+CdL       | 1+6             | 0+1             | -                  | -                  | -                  | -            | -           | -           | 41     | 7      |
| 2020-2021           | Aston Villa         | PL                 | 21         | 2          | FACup+CdL       | 0+1             | 0               | -                  | -                  | -                  | -            | -           | -           | 22     | 2      |
| 2021-feb. 2022      | Aston Villa         | PL                 | 1          | 0          | FACup+CdL       | 0               | 0               | -                  | -                  | -                  | -            | -           | -           | 1      | 0      |
| Totale Aston Villa  | Totale Aston Villa  | Totale Aston Villa | 56         | 8          |                 | 8               | 1               |                    | -                  | -                  |              | -           | -           | 64     | 9      |
| feb.-giu. 2022      | İstanbul Başakşehir | SL                 | 13         | 6          | TK              | -               | -               | -                  | -                  | -                  | -            | -           | -           | 13     | 6      |
| 2022-2023           | Trabzonspor         | SL                 | 28         | 11         | TK              | 2               | 0               | UCL+UEL+UECL       | 2+6+2              | 0+2+0              | ST           | 1           | 0           | 41     | 13     |
| 2023-2024           | Trabzonspor         | SL                 | 25         | 10         | TK              | 3               | 1               | -                  | -                  | -                  | -            | -           | -           | 28     | 11     |
| ago.-set. 2024      | Trabzonspor         | SL                 | 1          | 0          | TK              | 0               | 0               | UEL+UECL           | 4+2                | 1+0                | -            | -           | -           | 7      | 1      |
| Totale Trabzonspor  | Totale Trabzonspor  | Totale Trabzonspor | 54         | 21         |                 | 5               | 1               |                    | 16                 | 3                  |              | 1           | 0           | 76     | 25     |
| set. 2024-giu. 2025 | Al-Rayyan           | QSL                | 19         | 5          | QSC+EQC         | 0+4             | 0               | ACL                | 9                  | 1                  | CQ           | 0           | 0           | 32     | 6      |
| giu. 2025           | Al-Ahly             | PL                 | -          | -          | CE+CdL          | -               | -               | CCL                | -                  | -                  | SE+SA+CI+Cmc | 0+0+0+3     | 0           | 3      | 0      |
| Totale Al Ahly      | Totale Al Ahly      | Totale Al Ahly     | 58         | 7          |                 | 3               | 0               |                    | 34                 | 1                  |              | 10          | 0           | 105    | 8      |
| Totale carriera     | Totale carriera     | Totale carriera    | 299        | 75         |                 | 28              | 6               |                    | 62                 | 5                  |              | 11          | 0           | 400    | 86     |

### Cronologia presenze e reti in nazionale
| Cronologia completa delle presenze e delle reti in nazionale ― Egitto | Cronologia completa delle presenze e delle reti in nazionale ― Egitto | Cronologia completa delle presenze e delle reti in nazionale ― Egitto | Cronologia completa delle presenze e delle reti in nazionale ― Egitto | Cronologia completa delle presenze e delle reti in nazionale ― Egitto | Cronologia completa delle presenze e delle reti in nazionale ― Egitto | Cronologia completa delle presenze e delle reti in nazionale ― Egitto | Cronologia completa delle presenze e delle reti in nazionale ― Egitto |
| Data                                                                  | Città                                                                 | In casa                                                               | Risultato                                                             | Ospiti                                                                | Competizione                                                          | Reti                                                                  | Note                                                                  |
| --------------------------------------------------------------------- | --------------------------------------------------------------------- | --------------------------------------------------------------------- | --------------------------------------------------------------------- | --------------------------------------------------------------------- | --------------------------------------------------------------------- | --------------------------------------------------------------------- | --------------------------------------------------------------------- |
| 30-8-2014                                                             | Aswan                                                                 | Egitto                                                                | 1 – 0                                                                 | Kenya                                                                 | Amichevole                                                            | -                                                                     | 70’                                                                   |
| 15-11-2014                                                            | Il Cairo                                                              | Egitto                                                                | 0 – 1                                                                 | Senegal                                                               | Qual. Coppa d'Africa 2015                                             | -                                                                     |                                                                       |
| 26-3-2015                                                             | Il Cairo                                                              | Egitto                                                                | 2 – 0                                                                 | Guinea Equatoriale                                                    | Amichevole                                                            | 1                                                                     |                                                                       |
| 6-9-2015                                                              | N'Djamena                                                             | Ciad                                                                  | 1 – 5                                                                 | Egitto                                                                | Qual. Coppa d'Africa 2017                                             | -                                                                     | 46’                                                                   |
| 25-3-2016                                                             | Kaduna                                                                | Nigeria                                                               | 1 – 1                                                                 | Egitto                                                                | Qual. Coppa d'Africa 2017                                             | -                                                                     | 76’                                                                   |
| 29-3-2016                                                             | Alessandria d'Egitto                                                  | Egitto                                                                | 1 – 0                                                                 | Nigeria                                                               | Qual. Coppa d'Africa 2017                                             | -                                                                     | 81’                                                                   |
| 4-6-2016                                                              | Dar es Salaam                                                         | Tanzania                                                              | 0 – 2                                                                 | Egitto                                                                | Qual. Coppa d'Africa 2017                                             | -                                                                     | 37’ 46’                                                               |
| 30-8-2016                                                             | Alessandria d'Egitto                                                  | Egitto                                                                | 1 – 1                                                                 | Guinea                                                                | Amichevole                                                            | 1                                                                     |                                                                       |
| 6-9-2016                                                              | Johannesburg                                                          | Sudafrica                                                             | 1 – 0                                                                 | Egitto                                                                | Amichevole                                                            | -                                                                     |                                                                       |
| 9-10-2016                                                             | Brazzaville                                                           | Rep. del Congo                                                        | 1 – 2                                                                 | Egitto                                                                | Qual. Mondiali 2018                                                   | -                                                                     | 79’                                                                   |
| 13-11-2016                                                            | Alessandria d'Egitto                                                  | Egitto                                                                | 2 – 0                                                                 | Ghana                                                                 | Qual. Mondiali 2018                                                   | -                                                                     | 90+1’                                                                 |
| 8-1-2017                                                              | Il Cairo                                                              | Egitto                                                                | 1 – 0                                                                 | Tunisia                                                               | Amichevole                                                            | -                                                                     |                                                                       |
| 17-1-2017                                                             | Port-Gentil                                                           | Mali                                                                  | 0 – 0                                                                 | Egitto                                                                | Coppa d'Africa 2017 - 1º turno                                        | -                                                                     |                                                                       |
| 21-1-2017                                                             | Port-Gentil                                                           | Egitto                                                                | 1 – 0                                                                 | Uganda                                                                | Coppa d'Africa 2017 - 1º turno                                        | -                                                                     | 80’                                                                   |
| 25-1-2017                                                             | Port-Gentil                                                           | Egitto                                                                | 1 – 0                                                                 | Ghana                                                                 | Coppa d'Africa 2017 - 1º turno                                        | -                                                                     | 74’                                                                   |
| 29-1-2017                                                             | Port-Gentil                                                           | Egitto                                                                | 1 – 0                                                                 | Marocco                                                               | Coppa d'Africa 2017 - Quarti di finale                                | -                                                                     |                                                                       |
| 1-2-2017                                                              | Libreville                                                            | Burkina Faso                                                          | 1 – 1 dts (3 – 4 dtr)                                                 | Egitto                                                                | Coppa d'Africa 2017 - Semifinale                                      | -                                                                     | 83’                                                                   |
| 5-2-2017                                                              | Libreville                                                            | Egitto                                                                | 1 – 2                                                                 | Camerun                                                               | Coppa d'Africa 2017 - Finale                                          | -                                                                     | 66’                                                                   |
| 31-8-2017                                                             | Kampala                                                               | Uganda                                                                | 1 – 0                                                                 | Egitto                                                                | Qual. Mondiali 2018                                                   | -                                                                     | 46’                                                                   |
| 5-9-2017                                                              | Alessandria d'Egitto                                                  | Egitto                                                                | 1 – 0                                                                 | Uganda                                                                | Qual. Mondiali 2018                                                   | -                                                                     | 71’                                                                   |
| 8-10-2017                                                             | Alessandria d'Egitto                                                  | Egitto                                                                | 2 – 1                                                                 | Rep. del Congo                                                        | Qual. Mondiali 2018                                                   | -                                                                     | 55’                                                                   |
| 12-11-2017                                                            | Cape Coast                                                            | Ghana                                                                 | 1 – 1                                                                 | Egitto                                                                | Qual. Mondiali 2018                                                   | -                                                                     |                                                                       |
| 23-3-2018                                                             | Zurigo                                                                | Portogallo                                                            | 2 – 1                                                                 | Egitto                                                                | Amichevole                                                            | -                                                                     |                                                                       |
| 25-5-2018                                                             | Madinat al-Kuwait                                                     | Kuwait                                                                | 1 – 1                                                                 | Egitto                                                                | Amichevole                                                            | -                                                                     | 56’                                                                   |
| 1-6-2018                                                              | Bergamo                                                               | Egitto                                                                | 0 – 0                                                                 | Colombia                                                              | Amichevole                                                            | -                                                                     | 57’                                                                   |
| 6-6-2018                                                              | Bruxelles                                                             | Belgio                                                                | 3 – 0                                                                 | Egitto                                                                | Amichevole                                                            | -                                                                     | 56’                                                                   |
| 15-6-2018                                                             | Ekaterinburg                                                          | Egitto                                                                | 0 – 1                                                                 | Uruguay                                                               | Mondiali 2018 - 1º turno                                              | -                                                                     |                                                                       |
| 19-6-2018                                                             | San Pietroburgo                                                       | Russia                                                                | 3 – 1                                                                 | Egitto                                                                | Mondiali 2018 - 1º turno                                              | -                                                                     | 57’ 68’                                                               |
| 25-6-2018                                                             | Volgograd                                                             | Arabia Saudita                                                        | 2 – 1                                                                 | Egitto                                                                | Mondiali 2018 - 1º turno                                              | -                                                                     | 81’                                                                   |
| 8-9-2018                                                              | Alessandria d'Egitto                                                  | Egitto                                                                | 6 – 0                                                                 | Niger                                                                 | Qual. Coppa d'Africa 2019                                             | -                                                                     | 74’                                                                   |
| 12-10-2018                                                            | Il Cairo                                                              | Egitto                                                                | 4 – 1                                                                 | eSwatini                                                              | Qual. Coppa d'Africa 2019                                             | 1                                                                     | 72’                                                                   |
| 16-10-2018                                                            | Manzini                                                               | eSwatini                                                              | 0 – 2                                                                 | Egitto                                                                | Qual. Coppa d'Africa 2019                                             | -                                                                     |                                                                       |
| 16-11-2018                                                            | Alessandria d'Egitto                                                  | Egitto                                                                | 3 – 2                                                                 | Tunisia                                                               | Qual. Coppa d'Africa 2019                                             | 1                                                                     |                                                                       |
| 22-3-2019                                                             | Niamey                                                                | Niger                                                                 | 1 – 1                                                                 | Egitto                                                                | Qual. Coppa d'Africa 2019                                             | 1                                                                     | 46’                                                                   |
| 26-3-2019                                                             | Asaba                                                                 | Nigeria                                                               | 1 – 0                                                                 | Egitto                                                                | Amichevole                                                            | -                                                                     |                                                                       |
| 13-6-2019                                                             | Alessandria d'Egitto                                                  | Egitto                                                                | 1 – 0                                                                 | Tanzania                                                              | Amichevole                                                            | -                                                                     | 61’                                                                   |
| 16-6-2019                                                             | Alessandria d'Egitto                                                  | Egitto                                                                | 3 – 1                                                                 | Guinea                                                                | Amichevole                                                            | -                                                                     |                                                                       |
| 21-6-2019                                                             | Il Cairo                                                              | Egitto                                                                | 1 – 0                                                                 | Zimbabwe                                                              | Coppa d'Africa 2019 - 1º turno                                        | 1                                                                     | 81’                                                                   |
| 26-6-2019                                                             | Il Cairo                                                              | Egitto                                                                | 2 – 0                                                                 | RD del Congo                                                          | Coppa d'Africa 2019 - 1º turno                                        | -                                                                     | 84’                                                                   |
| 30-6-2019                                                             | Il Cairo                                                              | Uganda                                                                | 0 – 2                                                                 | Egitto                                                                | Coppa d'Africa 2019 - 1º turno                                        | -                                                                     |                                                                       |
| 6-7-2019                                                              | Il Cairo                                                              | Egitto                                                                | 0 – 1                                                                 | Sudafrica                                                             | Coppa d'Africa 2019 - Ottavi di finale                                | -                                                                     |                                                                       |
| 13-10-2019                                                            | Alessandria d'Egitto                                                  | Egitto                                                                | 1 – 0                                                                 | Botswana                                                              | Amichevole                                                            | -                                                                     |                                                                       |
| 14-11-2019                                                            | Alessandria d'Egitto                                                  | Egitto                                                                | 1 – 1                                                                 | Kenya                                                                 | Qual. Coppa d'Africa 2021                                             | -                                                                     |                                                                       |
| 18-11-2019                                                            | Moroni                                                                | Comore                                                                | 0 – 0                                                                 | Egitto                                                                | Qual. Coppa d'Africa 2021                                             | -                                                                     |                                                                       |
| 14-11-2020                                                            | Il Cairo                                                              | Egitto                                                                | 1 – 0                                                                 | Togo                                                                  | Qual. Coppa d'Africa 2021                                             | -                                                                     | 88’                                                                   |
| 17-11-2020                                                            | Lomé                                                                  | Togo                                                                  | 1 – 3                                                                 | Egitto                                                                | Qual. Coppa d'Africa 2021                                             | 1                                                                     | 69’                                                                   |
| 25-3-2021                                                             | Nairobi                                                               | Kenya                                                                 | 1 – 1                                                                 | Egitto                                                                | Qual. Coppa d'Africa 2021                                             | -                                                                     | 62’                                                                   |
| 29-3-2021                                                             | Il Cairo                                                              | Egitto                                                                | 4 – 0                                                                 | Comore                                                                | Qual. Coppa d'Africa 2021                                             | -                                                                     | 59’                                                                   |
| 11-1-2022                                                             | Garoua                                                                | Nigeria                                                               | 1 – 0                                                                 | Egitto                                                                | Coppa d'Africa 2021 - 1º turno                                        | -                                                                     | 58’                                                                   |
| 15-1-2022                                                             | Garoua                                                                | Guinea-Bissau                                                         | 0 – 1                                                                 | Egitto                                                                | Coppa d'Africa 2021 - 1º turno                                        | -                                                                     | 58’                                                                   |
| 19-1-2022                                                             | Yaoundé                                                               | Egitto                                                                | 1 – 0                                                                 | Sudan                                                                 | Coppa d'Africa 2021 - 1º turno                                        | -                                                                     | 66’                                                                   |
| 26-1-2022                                                             | Douala                                                                | Costa d'Avorio                                                        | 0 – 0 dts (4 – 5 dtr)                                                 | Egitto                                                                | Coppa d'Africa 2021 - Ottavi di finale                                | -                                                                     | 71’                                                                   |
| 30-1-2022                                                             | Yaoundé                                                               | Egitto                                                                | 2 – 1 dts                                                             | Marocco                                                               | Coppa d'Africa 2021 - Quarti di finale                                | 1                                                                     | 46’                                                                   |
| 3-2-2022                                                              | Yaoundé                                                               | Camerun                                                               | 0 – 0 dts (1 – 3 dtr)                                                 | Egitto                                                                | Coppa d'Africa 2021 - Semifinale                                      | -                                                                     | 46’                                                                   |
| 6-2-2022                                                              | Yaoundé                                                               | Senegal                                                               | 0 – 0 dts (4 – 2 dtr)                                                 | Egitto                                                                | Coppa d'Africa 2021 - Finale                                          | -                                                                     | 59’                                                                   |
| 25-3-2022                                                             | Il Cairo                                                              | Egitto                                                                | 1 – 0                                                                 | Senegal                                                               | Qual. Mondiali 2022                                                   | -                                                                     | 78’ 90+2’                                                             |
| 29-3-2022                                                             | Dakar                                                                 | Senegal                                                               | 1 – 0 dts (3 – 1 dtr)                                                 | Egitto                                                                | Qual. Mondiali 2022                                                   | -                                                                     | 70’                                                                   |
| 23-9-2022                                                             | Alessandria d'Egitto                                                  | Egitto                                                                | 3 – 0                                                                 | Niger                                                                 | Amichevole                                                            | -                                                                     | 74’                                                                   |
| 27-9-2022                                                             | Alessandria d'Egitto                                                  | Egitto                                                                | 3 – 0                                                                 | Liberia                                                               | Amichevole                                                            | -                                                                     | 77’                                                                   |
| 18-11-2022                                                            | Al Kuwait                                                             | Belgio                                                                | 1 – 2                                                                 | Egitto                                                                | Amichevole                                                            | 1                                                                     | 88’                                                                   |
| 14-6-2023                                                             | Marrakech                                                             | Guinea                                                                | 1 – 2                                                                 | Egitto                                                                | Qual. Coppa d'Africa 2023                                             | 1                                                                     | 10’ 90+2’                                                             |
| 18-6-2023                                                             | Il Cairo                                                              | Egitto                                                                | 3 – 0                                                                 | Sudan del Sud                                                         | Amichevole                                                            | 1                                                                     | Cap.                                                                  |
| 12-10-2023                                                            | al-'Ayn                                                               | Egitto                                                                | 1 – 0                                                                 | Zambia                                                                | Amichevole                                                            | -                                                                     | 78’                                                                   |
| 16-10-2023                                                            | al-ʿAyn                                                               | Egitto                                                                | 1 – 1                                                                 | Algeria                                                               | Amichevole                                                            | -                                                                     | 44’ 69’                                                               |
| 16-11-2023                                                            | Il Cairo                                                              | Egitto                                                                | 6 – 0                                                                 | Gibuti                                                                | Qual. Mondiali 2026                                                   | 1                                                                     | 62’                                                                   |
| 19-11-2023                                                            | Monrovia                                                              | Sierra Leone                                                          | 0 – 2                                                                 | Egitto                                                                | Qual. Mondiali 2026                                                   | 2                                                                     | 87’                                                                   |
| 7-1-2024                                                              | Il Cairo                                                              | Egitto                                                                | 2 – 0                                                                 | Tanzania                                                              | Amichevole                                                            | 1                                                                     | 61’                                                                   |
| 14-1-2024                                                             | Abidjan                                                               | Egitto                                                                | 2 – 2                                                                 | Mozambico                                                             | Coppa d'Africa 2023 - 1º turno                                        | -                                                                     | 66’                                                                   |
| 18-1-2024                                                             | Abidjan                                                               | Egitto                                                                | 2 – 2                                                                 | Ghana                                                                 | Coppa d'Africa 2023 - 1º turno                                        | -                                                                     | 68’                                                                   |
| 22-1-2024                                                             | Abidjan                                                               | Capo Verde                                                            | 2 – 2                                                                 | Egitto                                                                | Coppa d'Africa 2023 - 1º turno                                        | 1                                                                     | 46’                                                                   |
| 28-1-2024                                                             | San-Pedro                                                             | Egitto                                                                | 1 – 1 dts (7 – 8 dtr)                                                 | RD del Congo                                                          | Coppa d'Africa 2023 - Ottavi di finale                                | -                                                                     | 83’                                                                   |
| 22-3-2024                                                             | Il Cairo                                                              | Egitto                                                                | 1 – 0                                                                 | Nuova Zelanda                                                         | Amichevole                                                            | -                                                                     | 52’ 81’                                                               |
| 26-3-2024                                                             | Il Cairo                                                              | Egitto                                                                | 2 – 4                                                                 | Croazia                                                               | Amichevole                                                            | -                                                                     | 79’                                                                   |
| 6-6-2024                                                              | Il Cairo                                                              | Egitto                                                                | 2 – 1                                                                 | Burkina Faso                                                          | Qual. Mondiali 2026                                                   | 2                                                                     | 90+2’                                                                 |
| 10-6-2024                                                             | Bissau                                                                | Guinea-Bissau                                                         | 1 – 1                                                                 | Egitto                                                                | Qual. Mondiali 2026                                                   | -                                                                     | 78’                                                                   |
| 6-9-2024                                                              | Il Cairo                                                              | Egitto                                                                | 3 – 0                                                                 | Capo Verde                                                            | Qual. Coppa d'Africa 2025                                             | -                                                                     | 66’                                                                   |
| 10-9-2024                                                             | Francistown                                                           | Botswana                                                              | 0 – 4                                                                 | Egitto                                                                | Qual. Coppa d'Africa 2025                                             | 2                                                                     | 75’                                                                   |
| 11-10-2024                                                            | Il Cairo                                                              | Egitto                                                                | 2 – 0                                                                 | Mauritania                                                            | Qual. Coppa d'Africa 2025                                             | 1                                                                     | 90+2’                                                                 |
| 15-10-2024                                                            | Nouakchott                                                            | Mauritania                                                            | 0 – 1                                                                 | Egitto                                                                | Qual. Coppa d'Africa 2025                                             | -                                                                     | 62’ 90+2’                                                             |
| 19-11-2024                                                            | Il Cairo                                                              | Egitto                                                                | 1 – 1                                                                 | Botswana                                                              | Qual. Coppa d'Africa 2025                                             | 1                                                                     | Cap. 86’                                                              |
| 21-3-2025                                                             | Casablanca                                                            | Etiopia                                                               | 0 – 2                                                                 | Egitto                                                                | Qual. Mondiali 2026                                                   | -                                                                     | 89’                                                                   |
| 25-3-2025                                                             | Il Cairo                                                              | Egitto                                                                | 1 – 0                                                                 | Sierra Leone                                                          | Qual. Mondiali 2026                                                   | -                                                                     | 90+2’                                                                 |
| Totale                                                                |                                                                       | Presenze                                                              | 82                                                                    |                                                                       | Reti                                                                  | 22                                                                    |                                                                       |

## Palmarès

### Club

#### Competizioni nazionali
- Campionato egiziano: 1

Al-Ahly: 2013-2014
- Supercoppa d'Egitto: 2

Al-Ahly: 2012, 2014
- Supercoppa di Turchia: 1

Trabzonspor: 2022

#### Competizioni internazionali
- CAF Champions League: 2

Al-Ahly: 2012, 2013
- Supercoppa CAF: 2

Al-Ahly: 2013, 2014
- Coppa della Confederazione CAF: 1

Al-Ahly: 2014

### Nazionale
- Coppa delle Nazioni Africane Under-20: 1

Algeria 2013

### Individuale
- Egyptian Premier League Team of the Year: 1[34]

2014-2015